# Artsdiversitet
Artsdiversitet er den variation imellem arter, som findes på en bestemt biotop. I nogle henseender betyder større artsspredning en øget konkurrence mellem arterne – især på biotoper, der er præget af successionens tidligste faser. I andre henseender betyder den større variation, at arterne tvinges til at holde sig til hver deres niche, og det fjerner grundlaget for generalister og opportunister.
Et plante- eller dyresamfund med stor artsdiversitet vil næsten altid være præget af følgende forhold:
1. successionen er næsten nået til klimaks
2. samfundene består af specialister
3. antallet af nicher er højt